# Zasilacz niestabilizowany

Zasilacz niestabilizowany – urządzenie elektroniczne (elektryczne) służące do zasilania prądem stałym innych obwodów i urządzeń elektrycznych. Głównymi elementami zasilacza niestabilizowanego są:
- transformator lub przetwornica napięcia;
- prostownik.

## Zasada działania
Napięcie zasilające jest obniżane lub zwiększane przez transformator lub przetwornicę do żądanej wartości, a następnie zamieniane w układzie prostownika na napięcie stałe tętniące. W celu zmniejszenia tętnień napięcia wyjściowego stosuje się kondensatory elektrolityczne lub specjalne układy filtrujące, np. filtr RC.